# Jovan Kokir
Jovan Kokir (in serbo Јован Кокир?; Belgrado, 25 aprile 2000) è un calciatore serbo, centrocampista del Dubočica Leskovac.

## Caratteristiche tecniche
È un esterno sinistro.

## Carriera
Cresciuto nel settore giovanile del Partizan, nel gennaio 2019 viene ceduto in prestito al Teleoptik dove debutta fra i professionisti giocando l'incontro di Prva Liga Srbija perso 2-1 contro lo Žarkovo; impostosi come titolare, colleziona 15 presenze segnando 5 reti ed al termine della stagione viene acquistato a titolo definitivo dal Vojvodina. Con il club biancorosso debutta nella massima divisione serba ma fatica ad imporsi giocando solamente 9 incontri di campionato tutti da subentrato, contribuendo comunque alla vittoria della coppa nazionale con due presenze ed una rete segnata; al termine della stagione rimane svincolato e si accorda con il Metalac.

## Statistiche
Statistiche aggiornate al 14 marzo 2021.

### Presenze e reti nei club
| Stagione        | Squadra         | Campionato      | Campionato | Campionato | Coppe nazionali | Coppe nazionali | Coppe nazionali | Coppe continentali | Coppe continentali | Coppe continentali | Altre coppe | Altre coppe | Altre coppe | Totale | Totale | Totale |
| Stagione        | Squadra         | Comp            | Pres       | Reti       | Comp            | Pres            | Reti            | Comp               | Pres               | Reti               | Comp        | Pres        | Reti        | Pres   | Reti   |        |
| --------------- | --------------- | --------------- | ---------- | ---------- | --------------- | --------------- | --------------- | ------------------ | ------------------ | ------------------ | ----------- | ----------- | ----------- | ------ | ------ | ------ |
| 2018-gen. 2019  | Partizan        | SL              | 0          | 0          | CS              | 0               | 0               | UEL                | 0                  | 0                  |             | -           | -           | 0      | 0      |        |
| gen.-giu. 2019  | Teleoptik       | 1L              | 15         | 5          | CS              | 0               | 0               |                    | -                  | -                  |             | -           | -           | 15     | 5      |        |
| 2019-2020       | Vojvodina       | SL              | 9          | 0          | CS              | 2               | 1               |                    | -                  | -                  |             | -           | -           | 11     | 1      |        |
| 2020-2021       | Metalac         | SL              | 16         | 0          | CS              | 2               | 0               |                    | -                  | -                  |             | -           | -           | 18     | 0      |        |
| Totale carriera | Totale carriera | Totale carriera | 40         | 5          |                 | 4               | 1               |                    | 0                  | 0                  |             | -           | -           | 44     | 6      |        |

## Palmarès

### Competizioni nazionali
- Coppa di Serbia: 1

Vojvodina: 2019-2020